# サム・モーシー
サム・サイード・モーシー (英: Sam Sayed Morsy, 1991年9月10日 - ) は、イングランド・ウォルヴァーハンプトン出身のサッカー選手。ポジションはMF。エジプト代表。
名前は、アラビア語表記（سام مرسي）に従えば「サーム・モ（ム）ルシー」。なお、日本語では、サム・モルシー、サム・モルシと表記されることがある。

## 経歴

### クラブ
2008年までの9年間にウォルヴァーハンプトン・ワンダラーズFCのユースに所属していた。1年後にポート・ヴェイルFCのユースに移籍。2009-2010シーズンにトップチームに登録されると、2010年2月のリンカーン・シティFC戦でデビューした。
2013年7月、リーグ2のチェスターフィールドFCに移籍。
2016年1月28日、2年半契約でウィガン・アスレティックFCに移籍した。同年8月31日には、バーンズリーFCに期限付き移籍し、1月16日にウィガンに戻り1年契約を延長した。2017-18シーズンはチームはフットボールリーグ1で戦うことになったが、モーシーはキャプテンマークを巻く機会を得る。同年のウィガンの優勝と昇格に貢献した。
2020年9月11日、3年契約でミドルズブラFCに移籍した。
2021年8月31日、イプスウィッチ・タウンFCへ3年契約で移籍した。

### 代表
イングランド出身だが、父親がエジプト人であるため、エジプト代表を選択した。
2018 FIFAワールドカップを戦うA代表の本大会メンバーにも選出された。

## 代表歴

### 出場大会
- エジプト代表
  - 2018 FIFAワールドカップ

### 試合数
- 国際Aマッチ 9試合 0得点（2016年-）[8]

| エジプト代表 | 国際Aマッチ | 国際Aマッチ |
| 年           | 出場        | 得点        |
| ------------ | ----------- | ----------- |
| 2016         | 1           | 0           |
| 2017         | 2           | 0           |
| 2018         | 4           | 0           |
| 2019         | 0           | 0           |
| 2020         | 0           | 0           |
| 2021         | 0           | 0           |
| 2022         | 0           | 0           |
| 2023         | 2           | 0           |
| 通算         | 9           | 0           |